# Historia del uniforme del Deportes Quindío

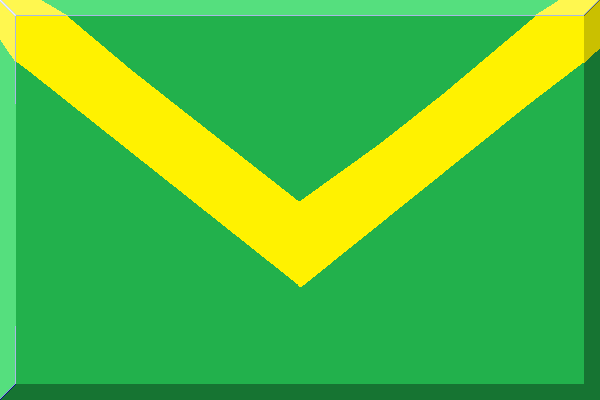
Clásico diseño de la camiseta del Deportes Quindío desde su fundación.

El uniforme del Deportes Quindío consiste en una camiseta verde esmeralda con dos diagonales en el pecho formando una "V" de color amarillo, acompañada de una pantaloneta blanca y medias del mismo tono verde esmeralda. Esta elección de colores se remonta a los inicios del equipo en 1951, época en la que el departamento del Quindío aún no había sido erigido como tal. Por ende, se optó por utilizar los colores de la ciudad de origen del club, Armenia, que ya gozaba de un notorio desarrollo desde 1927.
A lo largo de su trayectoria, se han introducido algunas variantes en el diseño del uniforme. En ocasiones, se ha prescindido de la emblemática "V" en el pecho, presentando camisetas de un solo color verde esmeralda (como en los años 2004, 2005, 2015 y 2021) o amarillo (en los años 1980 y 1985).

## Uniforme actual
| Equipación temporada 2024-25 | Equipación temporada 2024-25 | Equipación temporada 2024-25 | Equipación temporada 2024-25 | Equipación temporada 2024-25 | Equipación temporada 2024-25 | Equipación temporada 2024-25 | Equipación temporada 2024-25 | Equipación temporada 2024-25 |
| ---------------------------- | ---------------------------- | ---------------------------- | ---------------------------- | ---------------------------- | ---------------------------- | ---------------------------- | ---------------------------- | ---------------------------- |
| Local                        | Alternativo                  | Tercero                      | Portero 1                    | Portero 2                    | Entrenamiento 1              | Entrenamiento 2              | Entrenamiento 3              |                              |
|                              |                              |                              |                              |                              |                              |                              |                              |                              |
|                              |                              |                              |                              |                              |                              |                              |                              |                              |

## Historia

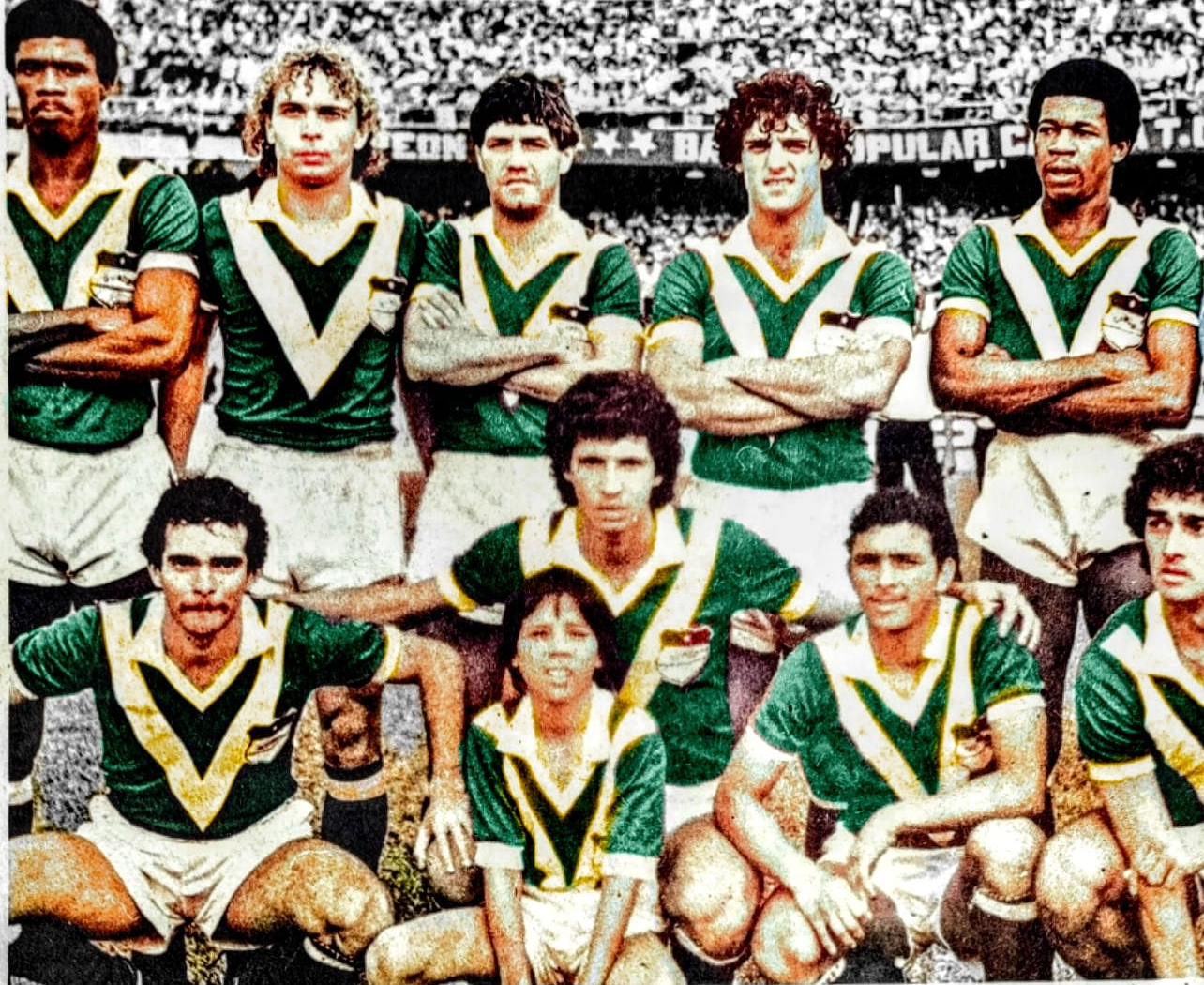
Equipación titular temporada 1984.

El primer uniforme del club, presentado durante el Campeonato de 1951, se caracterizó por una camiseta verde esmeralda con dos diagonales amarillas en forma de "V", que se extendían hasta el abdomen. Completando el conjunto, se incluía una pantaloneta blanca y medias también en tono verde esmeralda, reflejando así los colores representativos de la ciudad de Armenia. Es importante señalar que la denominación "El Quindío" para la región sur del departamento de Caldas ya estaba arraigada desde el siglo siglo XIX. Este diseño icónico ha perdurado a lo largo de los años, siendo utilizado en prácticamente todas las indumentarias del club.

### Origen de La V
Existen dos teorías que explican la inspiración detrás del diseño en forma de "V" en el pecho de la camiseta del Deportes Quindío: La primera sugiere que fue concebida por Nepomuceno Jaramillo Jaramillo, uno de los fundadores del club. Se dice que, como admirador del Club Atlético Vélez Sarsfield de Argentina, decidió tomar este diseño, adaptándolo con los colores de la ciudad de Armenia. Por otro lado, la segunda teoría menciona al Rosario Wanders de Argentina, predecesor del Deportes Quindío. Se dice que uno de los uniformes del Rosario Wanders utilizaba una "V" en la espalda y otra en el pecho, formando juntas la letra "W" de "Wanders". Este diseño, conocido como "doble cábalda", se mantuvo, pero se ajustaron los colores para utilizar los de Armenia.

### Otros diseños
Una de las ocasiones que se ha utilizado otro diseño fue en la 2011, donde se adoptó una camiseta totalmente verde. Luego con la idea de recuperar la identidad del equipo, en 2012 regresó la tradicional V amarilla en el pecho. En el Campeonato de Segunda División de 2014 la marca Kimo dejó de usar la V tradicional, para utilizar un solo fondo verde.
El uniforme alterno normalmente es color blanco con la V en verde y en los otros casos con detalles verdes, para ofrecer un mejor contraste cromático también se alterna con pantaloneta verde. En un juego de la temporada 1990 el Deportes Quindío tuvo que emplear el uniforme del ahora desaparecido Deportivo Armenia, este constaba de los mismos colores, pero en vez de la tradicional V, eran las mangas de la camisa las que tenían el color amarillo. La indumentaria de la temporada 2001, cuando el equipo jugó por primera vez la Primera B, utilizó una camiseta mitad blanca mitad amarilla, mangas y pantaloneta verde.

## Evolución

### Uniforme titular
| Rosario Wanders 1950-51 | 1951-54; 1956; 1958-59 | 1955; 1957 | 1960-61 | 1962-63 | 1964; 1966 | 1965 | 1967 | 1968 |  |

| 1969 | 1970-71 | 1972 | 1973 | 1974 | 1975 | 1976-78 | 1979 | 1980 |  |

| 1981 | 1982 | 1983 | 1984 | 1985 | 1986-87 | 1988 | 1989 | 1990 |  |  |

|  | 1991 | 1992 | 1993 | 1994 | 1995-I | 1995-II | 1996 | 1997-99 | 2000 |  |

| 2001 | 2002-03 | 2004 | 2004-05 | 2012-14 | 2015 | 2016 | 2017-19 | 2020 |  |

| 2021 | 2021-22 | 2022-23 | 2023-24 |  | 2024-25 |  |

### Uniforme alternativo
| 1968 | 1969 | 1975 | 1988 |  | 2012-14 |  | 2015-16 |  | 2017-19 |  | 2021-22 |  | 2022-23 |  |

| 2023-24 |  | 2024-25 |  |

### Tercer uniforme
| 2015 |  | 2015-16 |  | 2017-19 |  | 2022 |  | 2022-23 |  |  | 2024-25 |  |

### Uniformes de Porteros
| 2023 |  | 2023 |  | 2023 |  | 2023 |  | 2023 |  | 2023-24 |  | 2023-24 |  | 2024 | 2024 |  |

## Galería de imágenes
|  |  |  |  |

|  |  |  |  |

Variantes sin la V
|  |  |  |  |

|  |  |

## Proveedores y patrocinadores
| Provedores y Patrocinadores |                                                      |                                                |
| Periodo                     | Proveedor                                            | Patrocinador                                   |
| 2022                        |                                                      | BetPlay, Facilísimo, Panela Trébol, Supergiros |
| 2023-I                      | BetPlay, Aguardiente Tapa Roja                       |                                                |
| 2023-II                     | BetPlay, Constructora Cosenza, Aguardiente Tapa Roja |                                                |
| 2024-I                      | BetPlay                                              |                                                |
| 2024-II                     | BetPlay                                              |                                                |